# Máy toàn đạc

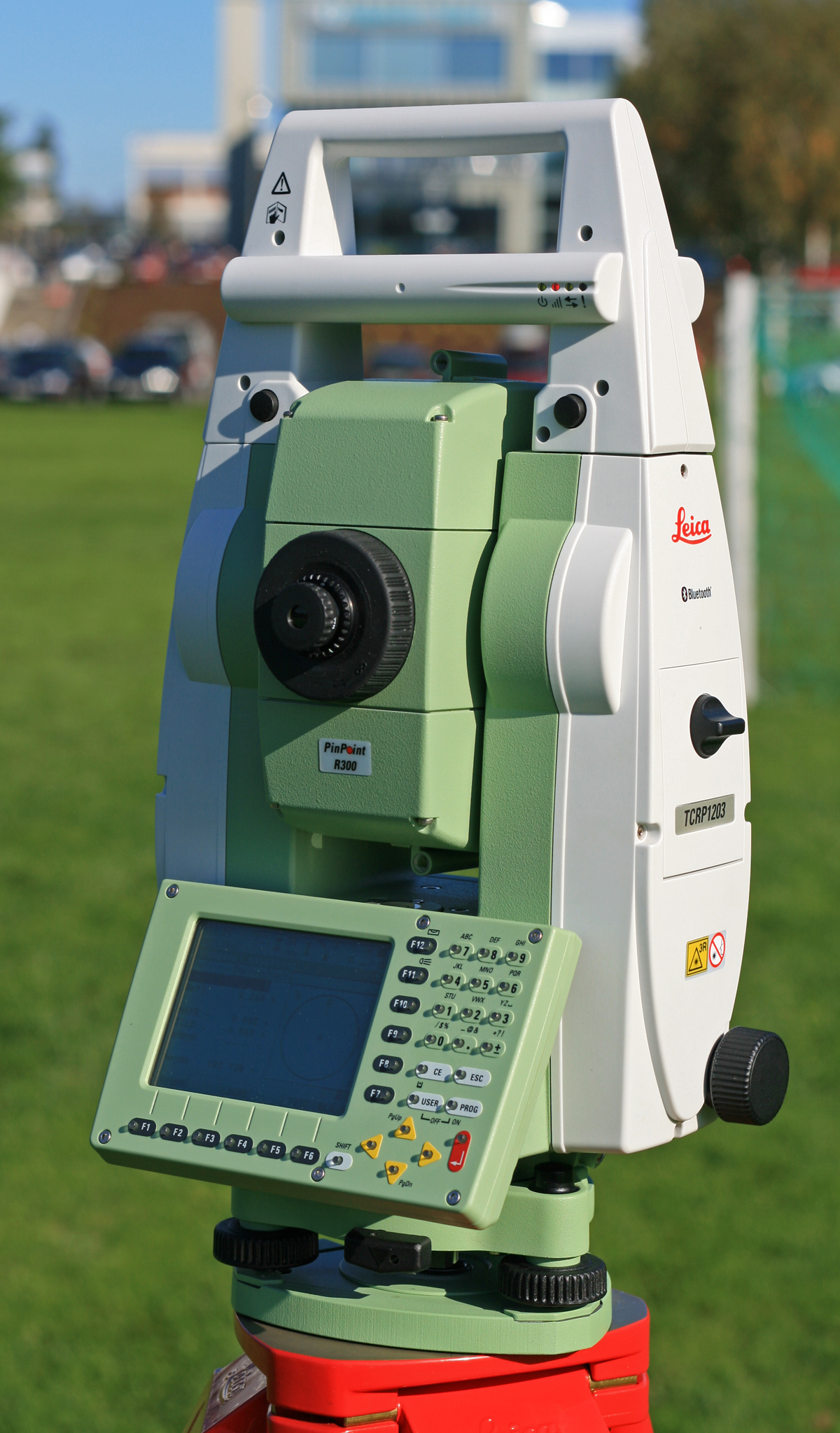
Máy toàn đạc Leica TCRP 1203

Máy toàn đạc (tiếng Anh: total station) là một thiết bị quang học điện tử đa năng được sử dụng để khảo sát và xây dựng công trình. Máy toàn đạc là 1 máy kinh vĩ điện tử tích hợp với đo khoảng cách điện tử (EDM), nhằm đọc được khoảng cách giữa 2 cao điểm (điểm đứng máy, và điểm cần đo khác).

## Các chế độ

### Đo khoảng cách
Nguyên tắc vật lý để đo chiều dài khoảng cách là dựa trên sóng cực ngắn (microwave) và tia hồng ngoại để đưa tín hiệu, được phát ra từ cục bán dẫn nhỏ nằm bên trong đường quang học của máy. Phản chiếu bằng lăng kính phản xạ hay đối tượng được khảo sát

### Đo góc
Các trị số khi đo đạc bằng máy toàn đạc thường được thể hiện qua 3 yếu tố quan trọng  -(x,y,z) là (Độ cao, chiều dài và số đọc góc). Tất cả câu chuyện của ngành này chỉ xoay quanh kết quả cuối cùng là 3 biến trên, và chúng ta bước vào yếu tố cơ bản trọng yếu đầu – kết quả đọc số góc.
Đây là trình tự lấy số đọc trên máy toàn đạc điện tử, kết quả thu được là góc ngang (H) và góc đứng (V), từ điểm đứng máy ban đầu và 2 điểm cố định A –B. Việc đo góc bằng máy toàn đạc sẽ không hề khó
B1 : cân bằng và định tâm máy toàn đạc điện tử tại điểm gốc 0
B2 : Khởi động máy và xoay máy vài vòng
B3 : Ngắm máy tới tiêu tại điểm A – đưa bàn độ góc về 0 – Oset
B4 : Quay máy tới điểm B – ngắm vào tiêu mốc – được số đọc trên bàn độ chính là kết quả góc AOB
Lưu ý : Tiêu mốc đây có thể là 1 que thép nhỏ đánh dấu, giúp việc ngắm bắt dễ dàng hơn, hoặc cũng có thể là 1 chiếc sào gương có gắn bọt nước cân bằng. Điều kiện: Tiêu mốc phải trùng với tâm mốc và thẳng đứng để đảm bảo không bắt nhầm tiêu mốc. 

## Ứng dụng
Ứng dụng chủ yếu của máy toàn đạc điện tử tại Việt Nam là khảo sát, đo vẽ bản đồ, và đo chi tiết xây dựng. Các ứng dụng được sử dụng bằng cách vận dụng phần mềm điều khiến máy toàn đạc. Các ứng dụng chủ yếu gồm: Đo khoảng cách, đo gián tiếp, đo cao không với tới, đo khảo sát, bài toán thuận, bài toán nghịch, giao thông, hầm lò

## Các hãng sản xuất
- Leica Geosystems
- Hi-Target
- Topcon
- Fennel
- FOIF
- Hilti
- Trimble Navigation Ltd.
- Nikon